# Klemen Pucko
Klemen Pucko, slovenski nogometaš, * 27. januar 1996.
Pucko je profesionalni nogometaš, ki igra na položaju branilca. Od leta 2016 je član slovenskega kluba Mura. Ped tem je igral za slovenska kluba Muro 05 in Aluminij. Skupno je v prvi slovenski ligi odigral več kot 90 tekem. Z Muro je osvojil naslov slovenskega državnega prvaka v sezoni 2020/21 in slovenski pokal leta 2020. Bil je tudi član slovenske reprezentance do 16, 17 in 19 let.